# Spathiphyllum tenerum
Spathiphyllum tenerum Engl. – gatunek wieloletnich, wiecznie zielonych roślin zielnych z rodzaju skrzydłokwiat, z rodziny obrazkowatych, występujący we wschodniej Kolumbii i północnym Peru, zasiedlający równikowe lasy deszczowe.